# نورچشمی معلم
نورچشمی معلم (انگلیسی: Teacher's Pet) که در ایران با عنوانِ لج و لجبازی اکران شد، فیلمی در ژانر کمدی رمانتیک به کارگردانی جرج سیتون است که در سال ۱۹۵۸ منتشر شد. این فیلم نامزد دریافت جایزه اسکار بهترین بازیگر نقش مکمل مرد، جایزه اسکار بهترین فیلم‌نامه غیراقتباسی، جایزه گلدن گلوب بهترین بازیگر مرد – فیلم موزیکال یا کمدی و جایزه گلدن گلوب بهترین بازیگر نقش مکمل مرد شد.

## بازیگران
- کلارک گیبل
- دوریس دی
- گیگ یانگ
- میمی وان دورن
- نیک آدامز
- ماریون روس
- چارلز لین
- جک آلبرتسون
- پیتر بالدوین